# Gaetano Capocci
Gaetano Capocci (* 16. Oktober 1811 in Rom; † 11. Januar 1898 ebenda) war ein italienischer Kirchenmusiker, Organist und Komponist.

## Leben
Gaetano Capocci hatte als Kind Orgelunterricht bei Sante Pascoli, dem Organisten am Petersdom, und setzte seine Ausbildung bei Valentino Fioravanti und Francesco Cianciarelli fort. 1831 erhielt er an der Accademia di Santa Cecilia ein Diplom als Organist, 1833 ein Diplom als Komponist. 1839 wurde er Organist an der Basilika Santa Maria Maggiore. 1855 wurde er zum maestro direttore der Cappella Pia Lateranense an San Giovanni in Laterano bestellt, diese Stelle hatte er bis zu seinem Tode inne. Sein Nachfolger wurde hier sein Sohn Filippo Capocci. Neben zahlreichen Messen und Motetten komponierte Capocci die Oratorien Battista und Assalonne. Bekannt wurden seine Responsori für die Karwoche.